# Menhirs de Casbarra
Les menhirs de Casbarra (ou Menhirs da Herdade da Casbarra) sont quatre monolithes situés dans la freguesia de Nossa Senhora da Graça do Divor (pt) sur le territoire de la municipalité d'Évora (District d'Évora, Portugal). 
,. 
Ils sont classés Immeuble d'intérêt public (Catégorie IIP) depuis 1997 .

## Description
Ils sont situés respectivement par paires au nord et au sud de la route d'Évora à Valeira et Arraiolos, à environ 8 km au nord-ouest d'Évora, près du Monte da Casbarra.
Ils ont été renversés et retirés de leurs emplacements d’origine. Le plus grand menhir, conçu comme une stèle, mesure environ 4 m de long et se trouve sur le côté sud de la route. Au nord, à côté de la route et de la piste menant au Monte da Casbarra, se trouve le deuxième menhir. Il est rond et mesure environ3,50 m de long. Bien que l'on ne sache pas où se trouvaient à l'origine les mégalithes de granite, on s'attend à ce qu'ils soient bientôt déplacés vers une position verticale. Deux autres menhirs de 2,20 m et 3,70 m de long (Casbarra 3 et 4) se trouvent à proximité.